# Heinrich Peckert
Heinrich Peckert (* 10. August 1880 in Tann (Niederbayern); † nicht ermittelt) war ein deutscher Verwaltungsjurist. Er war Landesarbeitsamtpräsident und  Reichstreuhänder der Arbeit.

## Leben und Wirken
Er war der Sohn von Joachim Peckert und dessen Ehefrau Amalie geb. Wallner. Peckert studierte Rechtswissenschaften und promovierte zum Dr. jur. Seit dem Studium war er Mitglied der Studentenverbindung Akademischer Gesangverein München im SV. Nach dem Militärdienst während des Ersten Weltkrieges trat er 1919 in das bayerische Kriegsministerium ein und wechselte später als Ministerialrat in das Reichsfinanzministerium. 1933 wurde er Präsident des Landesarbeitsamtes Nordmark und nach dem „Anschluss“ Österreichs 1940 Präsident des Landesarbeitsamtes Tirol-Salzburg (später umbenannt in Alpenland in Innsbruck und Reichstreuhänder der Arbeit für das Wirtschaftsgebiet Tirol-Salzburg (später Alpenland)).

## Schriften (Auswahl)
- Der Arbeitseinsatz in der Nordmark und im Arbeitsamtsbezirk Hamburg während des Jahres 1936. In: Mitteilungen der Industrie- und Handelskammer Hamburg 19 (1937), S. 363–366.